# سيمون سوندرز
سيمون سوندرز (بالإنجليزية: Simon Saunders)‏ هو فيزيائي أمريكي، ولد في 30 أغسطس 1954 في لندن في المملكة المتحدة.